# Okrivje
Okrivje je naselje u Hrvatskoj u sastavu Grada Čabra. Nalazi se u Primorsko-goranskoj županiji. 

## Zemljopis
Zapadno je Kraljev Vrh, sjeverozapadno su Gornji Žagari, sjeveroistočno i istočno je rijeka Čabranka a preko nje Slovenija, sjeverno-sjeveroistočno u Sloveniji je Črni Potok pri Dragi, sjeveroistočno u Sloveniji su Žurge i Papeži, sjeveroistočno u Hrvatskoj su Donji Žagari, istočno u Sloveniji su Bezgarji, jugoistočno u Hrvatskoj su Mandli, Kamenski Hrib i Plešce, južno-jugoistočno su Požarnica i Podstene, jugozapadno su Smrečje, Prhci i Pršleti.

## Stanovništvo
| broj stanovnika | 318   | 310   | 236   | 247   | 231   | 239   | 206   | 211   | 144   | 135   | 122   | 66    | 35    | 40    | 4     | 2     | 5     |
|                 | 1857. | 1869. | 1880. | 1890. | 1900. | 1910. | 1921. | 1931. | 1948. | 1953. | 1961. | 1971. | 1981. | 1991. | 2001. | 2011. | 2021. |